# Linia kolejowa Radziwiliszki – Pojegi
Linia kolejowa Radziwiliszki – Pojegi – linia kolejowa na Litwie łącząca stację Radziwiliszki ze stacją Pojegi i z granicą państwową z Rosją.
Linia na całej długości jest niezelektryfikowana i jednotorowa. Na odcinku Radziwiliszki – Kutiškiai biegnie równolegle razem z linią Radziwiliszki – Szawle.

## Historia
Linia została wybudowana przez okupacyjne wojska niemieckie w 1915 jako część połączenia Jełgawy z Tylżą. Początkowo leżała na okupowanych przez Niemcy terenach Imperium Rosyjskiego, w latach 1918 - 1940 położona była na Litwie, następnie w Związku Sowieckim (1940 - 1991). Od 1991 ponownie znajduje się w granicach niepodległej Litwy.